# Anna (Rapperin)

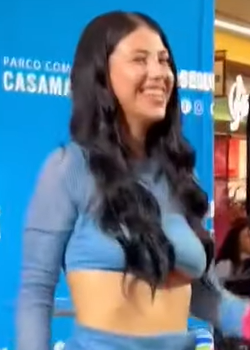
ANNA im Jahr 2024

Anna Pepe (* 15. August 2003 in La Spezia), bekannt als ANNA, ist eine italienische Rapperin.

## Werdegang
Pepes Vater Christian ist ein Soul- und Hip-Hop-DJ, als Kind lernte sie Klavier, ihre größte eigene musikalische Inspiration war jedoch Nicki Minaj. Sie debütierte als Rapperin 2018 mit einem Freestyle auf Instagram und arbeitet danach mit dem Rapper Anis zusammen. 2019 veröffentlichte sie das Lied Baby. Im Dezember 2019 folgte das Lied Bando, das jedoch auf Spotify wegen Copyright-Verstößen (der Beat stammte vom französischen Produzenten Martin „Soulker“ Purcell) zunächst blockiert wurde. Anfang 2020 wurde die Rapperin vom Radiosender m2o entdeckt und erhielt rasch einen Plattenvertrag bei Universal. Die Wiederveröffentlichung von Bando ging vor allem über TikTok viral, fand ihren Weg ins Mainstream-Radio und erreichte schließlich die Spitze der italienischen Singlecharts. Später erschien auch ein Remix des Liedes mit der Beteiligung der Rapper MadMan und Gemitaiz sowie ein weiterer mit dem deutschen Rapper Maxwell, der auch die deutschen Singlecharts erreichte.

## Diskografie

### Alben
| Jahr | Titel Musiklabel                 | Höchstplatzierung, Gesamtwochen, AuszeichnungChartplatzierungen (Jahr, Titel, Musiklabel, Platzierungen, Wochen, Auszeichnungen, Anmerkungen) | Höchstplatzierung, Gesamtwochen, AuszeichnungChartplatzierungen (Jahr, Titel, Musiklabel, Platzierungen, Wochen, Auszeichnungen, Anmerkungen) | Höchstplatzierung, Gesamtwochen, AuszeichnungChartplatzierungen (Jahr, Titel, Musiklabel, Platzierungen, Wochen, Auszeichnungen, Anmerkungen) | Höchstplatzierung, Gesamtwochen, AuszeichnungChartplatzierungen (Jahr, Titel, Musiklabel, Platzierungen, Wochen, Auszeichnungen, Anmerkungen) | Anmerkungen                                             |
| Jahr | Titel Musiklabel                 | IT | DE | AT | CH | Anmerkungen                                             |
| ---- | -------------------------------- | --- | --- | --- | --- | ------------------------------------------------------- |
| 2022 | Lista 47 Virgin Records (UMG)    | IT14 Platin · (23 Wo.)IT | — | — | — | Erstveröffentlichung: 16. Juni 2022 Verkäufe: + 50.000  |
| 2024 | Vera Baddie Virgin Records (UMG) | IT1 ×4Vierfachplatin · (… Wo.)IT | — | — | CH7 (15 Wo.)CH | Erstveröffentlichung: 28. Juni 2024 Verkäufe: + 200.000 |

### Singles
| Jahr | Titel Album                                | Höchstplatzierung, Gesamtwochen, AuszeichnungChartplatzierungen (Jahr, Titel, Album, Platzierungen, Wochen, Auszeichnungen, Anmerkungen) | Höchstplatzierung, Gesamtwochen, AuszeichnungChartplatzierungen (Jahr, Titel, Album, Platzierungen, Wochen, Auszeichnungen, Anmerkungen) | Höchstplatzierung, Gesamtwochen, AuszeichnungChartplatzierungen (Jahr, Titel, Album, Platzierungen, Wochen, Auszeichnungen, Anmerkungen) | Höchstplatzierung, Gesamtwochen, AuszeichnungChartplatzierungen (Jahr, Titel, Album, Platzierungen, Wochen, Auszeichnungen, Anmerkungen) | Anmerkungen                                                                                          |
| Jahr | Titel Album                                | IT | DE | AT | CH | Anmerkungen                                                                                          |
| --- | ------------------------------------------ | --- | --- | --- | --- | --- |
| 2020 | Bando –                                    | IT1 ×2Doppelplatin · (27 Wo.)IT | DE80 (1 Wo.)DE | AT47 (1 Wo.)AT | CH70 (2 Wo.)CH | Erstveröffentlichung: 31. Januar 2020 Verkäufe: + 140.000; Remixe mit MadMan & Gemitaiz bzw. Maxwell |
| 2020 | Bla Bla –                                  | IT45 (4 Wo.)IT | — | — | — | Erstveröffentlichung: 6. Oktober 2020 feat. Guè Pequeno                                              |
| 2021 | Drippin’ in Milano –                       | IT27 Platin · (15 Wo.)IT | — | — | — | Erstveröffentlichung: 15. Juli 2021 Verkäufe: + 70.000                                               |
| 2022 | 3 di cuori Lista 47                        | IT28 Platin · (12 Wo.)IT | — | — | — | Erstveröffentlichung: 28. April 2022 Verkäufe: + 100.000; feat. Lazza                                |
| 2022 | Gasolina Lista 47                          | IT10 ×2Doppelplatin · (20 Wo.)IT | — | — | — | Erstveröffentlichung: 2. Juni 2022 Verkäufe: + 200.000                                               |
| 2024 | I Got It Vera Baddie                       | IT48 (2 Wo.)IT | — | — | — | Erstveröffentlichung: 18. Januar 2024                                                                |
| 2024 | Vieni dalla baddie (Interlude) Vera Baddie | IT34 Gold · (18 Wo.)IT | — | — | — | Erstveröffentlichung: 18. April 2024 Verkäufe: + 50.000                                              |
| 2024 | BBE Vera Baddie                            | IT4 ×2Doppelplatin · (32 Wo.)IT | — | — | — | Erstveröffentlichung: 9. Mai 2024 Verkäufe: + 200.000; feat. Lazza                                   |
| 2024 | 30°C Vera Baddie                           | IT1 ×3Dreifachplatin · (… Wo.)IT | — | — | — | Erstveröffentlichung: 30. Mai 2024 Verkäufe: + 300.000                                               |
| 2025 | Désolée –                                  | IT1 Gold · (… Wo.)IT | — | — | — | Erstveröffentlichung: 12. Juni 2025 Verkäufe: + 100.000                                              |
| Folgende Lieder erschienen nicht als Single, wurden aber durch das Album zum Download und Streaming bereitgestellt und konnten somit eine Platzierung erlangen: |                                            | | | | | |
| |                                            | | | | | |
| 2020 | Twerk Rmx Caldo                            | IT95 (1 Wo.)IT | — | — | — | mit Mambolosco & Bora Bora                                                                           |
| 2023 | Advice Lista 47                            | IT89 Platin · (2 Wo.)IT | — | — | — | Verkäufe: + 100.000; mit Mambolosco                                                                  |
| 2024 | Bikini Vera Baddie                         | IT7 Gold · (13 Wo.)IT | — | — | — | Verkäufe: + 50.000; feat. Guè                                                                        |
| 2024 | I Love It Vera Baddie                      | IT3 Platin · (30 Wo.)IT | — | — | — | Verkäufe: + 100.000; feat. Artie 5ive                                                                |
| 2024 | ABC Vera Baddie                            | IT12 Gold · (12 Wo.)IT | — | — | — | Verkäufe: + 50.000; feat. Tony Boy & Thasup                                                          |
| 2024 | Chica italiana Vera Baddie                 | IT17 Gold · (5 Wo.)IT | — | — | — | Verkäufe: + 50.000; feat. Sfera Ebbasta                                                              |
| 2024 | Ttt le girlz Vera Baddie                   | IT2 ×2Doppelplatin · (35 Wo.)IT | — | — | — | Verkäufe: + 200.000; feat. Niky Savage                                                               |
| 2024 | Tonight Vera Baddie                        | IT36 Gold · (14 Wo.)IT | — | — | — | |
| 2024 | Show Me Love Vera Baddie                   | IT50 (4 Wo.)IT | — | — | — | feat. Capo Plaza                                                                                     |
| 2024 | Mulan Vera Baddie                          | IT56 (2 Wo.)IT | — | — | — | feat. Tony Effe                                                                                      |
| 2024 | Hello Kitty Vera Baddie                    | IT31 Platin · (31 Wo.)IT | — | — | — | Verkäufe: + 100.000; feat. Sillyelly                                                                 |
| 2024 | Una tipa come me Vera Baddie               | IT68 Gold · (12 Wo.)IT | — | — | — | Verkäufe: + 50.000                                                                                   |
| 2024 | Intro (Vera Baddie) Vera Baddie            | IT70 (1 Wo.)IT | — | — | — | |
| 2024 | Miss Impossible Vera Baddie                | IT73 (1 Wo.)IT | — | — | — | |
| 2025 | Why U Mad Vera Baddie                      | IT92 (1 Wo.)IT | — | — | — | |

Weitere Singles
- 2019: Baby
- 2020: Fast
- 2021: Squeeze 1
- 2021: Balaklub – What Up

### Gastbeiträge
| Jahr | Titel Album                               | Höchstplatzierung, Gesamtwochen, AuszeichnungChartplatzierungen (Jahr, Titel, Album, Platzierungen, Wochen, Auszeichnungen, Anmerkungen) | Höchstplatzierung, Gesamtwochen, AuszeichnungChartplatzierungen (Jahr, Titel, Album, Platzierungen, Wochen, Auszeichnungen, Anmerkungen) | Anmerkungen                                                                                            |
| Jahr | Titel Album                               | IT | CH | Anmerkungen                                                                                            |
| --- | ----------------------------------------- | --- | --- | --- |
| 2022 | Senza emotions –                          | IT64 (1 Wo.)IT | — | Erstveröffentlichung: 9. September 2022 Vale Pain & NKO feat. Anna                                     |
| 2023 | Vetri neri –                              | IT2 ×6Sechsfachplatin · (76 Wo.)IT | — | Erstveröffentlichung: 19. Mai 2023 Verkäufe: + 600.000; Ava feat. Anna & Capo Plaza                    |
| 2023 | Everyday –                                | IT1 ×4Vierfachplatin · (43 Wo.)IT | CH44 (4 Wo.)CH | Erstveröffentlichung: 13. Oktober 2023 Verkäufe: + 400.000; Takagi & Ketra feat. Shiva, Anna & Geolier |
| 2023 | Petit fou fou Popolari                    | IT6 Platin · (34 Wo.)IT | — | Erstveröffentlichung: 14. Dezember 2023 Verkäufe: + 100.000; Rhove feat. Anna                          |
| Folgende Lieder erschienen nicht als Single, wurden aber durch das Album zum Download und Streaming bereitgestellt und konnten somit eine Platzierung erlangen: |                                           | | | |
| |                                           | | | |
| 2020 | Biberon Dark Boys Club                    | IT8 (2 Wo.)IT | — | Dark Polo Gang & Anna feat. DrefGold                                                                   |
| 2023 | Cookies N’ Cream Madreperla               | IT1 ×4Vierfachplatin · (40 Wo.)IT | CH81 (1 Wo.)CH | Verkäufe: + 400.000; Guè feat. Anna & Sfera Ebbasta                                                    |
| 2023 | Vodka Fascendo Fascende                   | IT72 (1 Wo.)IT | — | Mambolosco feat. Anna                                                                                  |
| 2023 | Anelli e collane Aspettando La Bella Vita | IT26 ×2Doppelplatin · (29 Wo.)IT | — | Verkäufe: + 200.000; Artie 5ive feat. Anna                                                             |
| 2023 | Fashion 10                                | IT17 Platin · (13 Wo.)IT | — | Verkäufe: + 100.000; Drillionaire feat. Anna, Lazza, Tony Effe & Benny Benassi                         |
| 2023 | Le bambine fanno oh No Regular Music      | IT28 (3 Wo.)IT | — | Sadturs & Kiid feat. Nerissima Serpe, Anna, Papa V & Artie 5ive                                        |
| 2023 | Ciao Bella X2VR                           | IT6 Platin · (11 Wo.)IT | — | Verkäufe: + 100.000; Charteinstieg: 17. November 2023 Sfera Ebbasta feat. Anna                         |
| 2024 | Soldi arrotolati Ferite                   | IT5 Platin · (27 Wo.)IT | — | Verkäufe: + 100.000; Capo Plaza feat. Anna                                                             |
| 2024 | 1 momento Astro                           | IT13 Gold · (14 Wo.)IT | — | Verkäufe: + 50.000; Astro feat. Anna                                                                   |
| 2024 | Codeine Going Hard 3                      | IT47 (4 Wo.)IT | — | Tony Boy feat. Anna                                                                                    |
| 2025 | Diversità No Regular Music 2              | IT39 (1 Wo.)IT | — | Sadturs & Kiid feat. Anna & Glocky                                                                     |

Weitere Gastbeiträge
- 2022: Shawty (Yung Snapp feat. Anna, IT: Platin)
- 2022: Ma Jolie (Medy feat. Anna, IT: Gold)

## Belege
1. ↑  Giordano Caforio: Anna chi è? Età, altezza, peso e vita privata dell'artista italiana. In: Idealia.it. 29. August 2021, abgerufen am 23. Februar 2022 (italienisch).
2. ↑  Anna, la rapper di Bando: “Ho un po’ di ansia, ma voglio portare un suono nuovo nel rap”. Radio Studio 105, abgerufen am 17. März 2020 (italienisch).
3. ↑  Andrea Conti: Anna, ecco chi è la rapper di sedici anni che con “Bando” scala le classifiche, ama Nicki Minaj e canta gli scooter. In: IlFattoQuotidiano.it. 13. März 2020, abgerufen am 17. März 2020 (italienisch).
4. ↑  Chi è Anna, la rapper di ‘Bando’. In: Rockol.it. Abgerufen am 17. März 2020 (italienisch).
5. ↑  Alice Castagneri: Anna Pepe, la rapper sedicenne che in classifica supera Ghali. In: LaStampa.it. 4. März 2020, abgerufen am 17. März 2020 (italienisch).
6. 1 2 3  Chartquellen:
  - Archivio classifiche Top Singoli. FIMI, abgerufen am 30. Juli 2024 (italienisch).
  - Discographie von Anna [IT]. Offiziellecharts.de, abgerufen am 22. Mai 2020.
  - Discographie Anna [IT]. Austriancharts.at, abgerufen am 27. Mai 2020.
  - Discographie Anna [IT]. Hitparade.ch, abgerufen am 24. Mai 2020.
7. 1 2  Auszeichnungen für Musikverkäufe: IT

| Personendaten    | Personendaten                                     |
| ---------------- | ------------------------------------------------- |
| NAME             | Anna                                              |
| ALTERNATIVNAMEN  | Pepe, Anna (vollständiger Name); ANNA (Pseudonym) |
| KURZBESCHREIBUNG | italienische Rapperin                             |
| GEBURTSDATUM     | 15. August 2003                                   |
| GEBURTSORT       | La Spezia, Italien                                |